# Finska gardet
Den här sidan handlar om regementet under det ryska styret i Finland. För regementet som under tiden Finland tillhörde Sverige kallades Finska gardet, se Finska gardesregementet.
Finska gardet var en värvad truppenhet i Finland under ryska tiden. 

## Historia

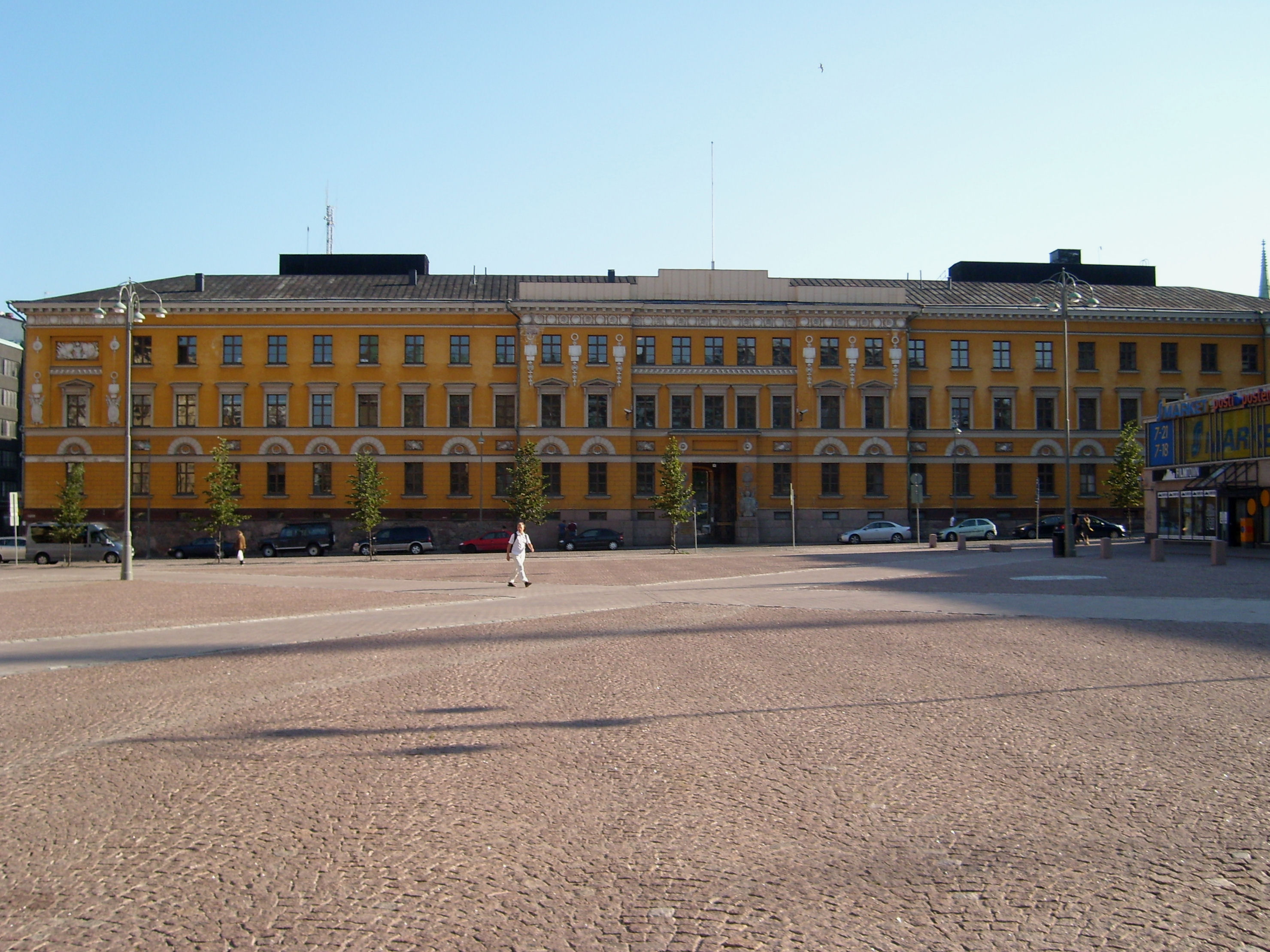
Gardeskasernen i Helsingfors.

Finska gardet, som egentligen hette Livgardets 3:e finska skarpskyttebataljon, härstammade från ett i Viborg stationerat jägarregemente, som tillsammans med två andra jägarregementen uppsattes genom värvning. Från detta regemente avdelades år 1817 två kompanier för att bilda en undervisningsbataljon, som kallades Helsingfors bataljon. Den var stationerad i Tavastehus fram till 1824, då den flyttade in i gardeskasernen i Helsingfors. Namnet ändrades 1827 till Finska undervisningsskarpskyttebataljonen och två nya kompanier tillkom. Manskapet höjdes därmed från 300 till 500.

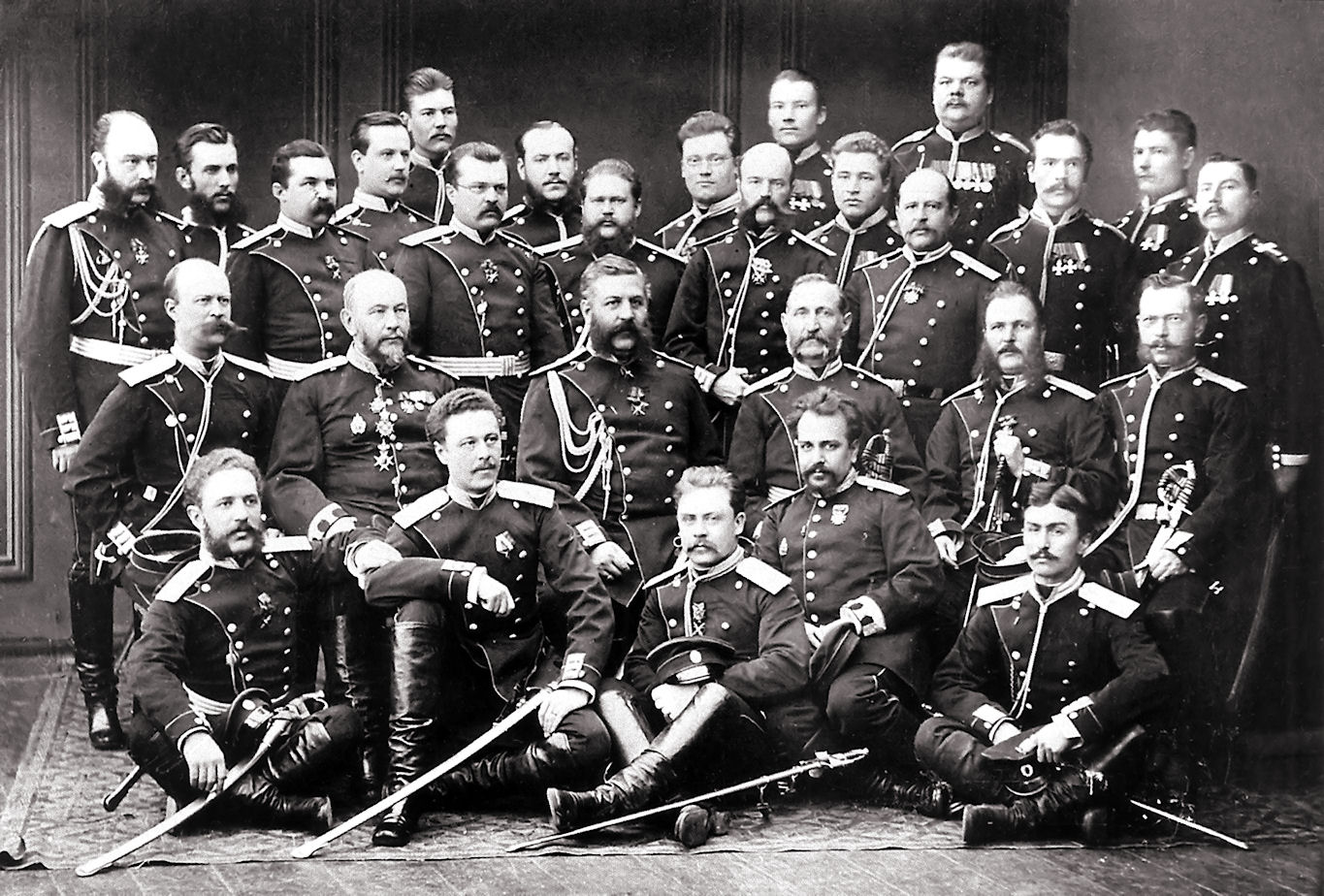
Finska gardets officerare och underofficerare 1878, som återvänt från rysk-turkiska kriget.

Som Livgardets finska skarpskyttebataljon tågade truppen till Polen 1831 och utmärkte sig där vid intagandet av Warszawa. Bataljonen deltog även i det ungerska fälttåget 1849 och i Krimkriget, men kom inte till strid. I Rysk-turkiska kriget 1877-1878 deltog förbandet i det svåra tåget över Balkan och gjorde en insats i segern vid Gornij-Dubnjak den 24 oktober 1877. 
Efter införandet av allmän värnplikt kom även Finska gardet att från 1881 sammansättas av värnpliktiga från hela Finland. Gardet indrogs i augusti 1905.

### Webbkällor
- Backström, Å: Full cirkel. Finska Gardets befäl 1829 och 1906 Genos 67 (1996) s. 28-38, 48
- Finska gardet i Nordisk familjebok (första upplagan, 1881)
- Officerskåren inför rysk-turkiska kriget 1877-78
- Rysk-turkiska kriget 1877-78